# Adilur Rahman Khan
Adilur Rahman Khan (bengalisch আদিলুর রহমান খান Ādilur Rahamān Khān; geboren am 2. Juli 1961 in Dhaka) ist ein bangladeschischer Menschenrechtler und Jurist. Er ist ein ehemaliger stellvertretender Generalstaatsanwalt und Anwalt am Obersten Gerichtshof von Bangladesch.

## Leben
Khan absolvierte ein Masterstudium in Jura an der University of Dhaka in Bangladesch und an der Vrije Universiteit in Brüssel in Belgien. Er wurde als Studentenführer während der Militärherrschaft von General Hossain Mohammad Ershad bekannt und setzte sich für die Demokratie ein. Im Laufe der Jahre wurde Adilur wiederholt von der Regierung festgenommen und verfolgt, insbesondere nach der Veröffentlichung eines Berichts im Jahr 2013, der schwere Menschenrechtsverletzungen durch Sicherheitskräfte dokumentierte. Diese Verhaftungen und der darauffolgende Gerichtsprozess führten zu internationaler Kritik und Forderungen nach seiner Freilassung durch globale Menschenrechtsorganisationen.

## Wirken
Khan gründete am 10. Oktober 1994 die Menschenrechtsorganisation Odhikar. Odhikar ist auf die Dokumentation und Aufklärung von Menschenrechtsverletzungen in Bangladesch spezialisiert, darunter extrajudizielle Tötungen, Verschwindenlassen, Folter und Gewalt gegen Frauen. Unter seiner Führung fand die Organisation nationale und internationale Anerkennung. Adilur vertrat zahlreiche hochkarätige Fälle zur Meinungsfreiheit und vertrat politische Gefangene und Gewerkschaftsaktivisten oftmals pro bono.

## Auszeichnungen
Khans Einsatz für Menschenrechte wurde wiederholt international anerkannt. So erhielt er im Jahr 2014 eine Nominierung für den Front Line Defenders Award für bedrohte Menschenrechtsverteidiger. Im Jahr 2014 erhielt er sowohl den Robert F. Kennedy Human Rights Award als auch den Gwangju-Menschenrechtspreis. Im Jahr 2017 erhielt er den Deutsch-Französischen Preis für Menschenrechte und Rechtsstaatlichkeit.